# Anti-Flag
Anti-Flag – amerykański zespół punkrockowy mocno zaangażowany politycznie, o przekazie ukierunkowanym lewicowo, a nawet socjalistycznie, czego wyrazem są teksty piosenek. Powstał w roku 1988 w Pittsburghu za sprawą Justina Sane'a i Lucy Fester. Ich muzyka oscyluje między punk rockiem a hardcore punkiem. Melodyjne utwory oraz charakterystyczny głos wokalisty Justina powodują, że styl zespołu trudno porównać do jakiegokolwiek innego.

## Historia grupy
Początkowo zespół zagrał tylko jeden koncert, po czym nastąpił jego rozpad. Ponowne powstanie zespołu nastąpiło w 1993 roku, kiedy to do Justina dołączył grający na basie Andy Flag oraz perkusista Pat Thetic. W 1996 r. wytwórnia New Red Archives wypuściła ich pierwszy album Die for the Government. W tymże roku zespół opuścił Andy z powodu nieporozumień między muzykami.
W następnym roku pozycję basisty objął Chris Head, po czym przeniósł się na gitarę, a jego miejsce zajął Jamie Cock. Ostatnia zmiana składu nastąpiła w roku 1999. Basistą grupy został Chris #2. W tym czasie Anti-Flag nagrał albumy w wytwórniach Go Kart Records oraz Fat Wreck Chords przy współudziale własnej wytwórni A-F Records. Album Underground Network nagrany w Fat Wreck przez legendarnego punkowego producenta Mass Giorgini jest uważany za płytę która ukształtowała oblicze zespołu.
Teksty Anti-Flag przekazują lewicowe i postępowe idee polityczne oraz mocno sprzeciwiają się faszyzmowi i nacjonalizmowi. Często są one mocno patetyczne, co jest świadomym zamierzeniem autorów. Według grupy amerykański militaryzm oraz kapitalizm są zagrożeniem dla świata.
8 października 2004 roku, Jim McDermott, amerykański członek Izby Reprezentantów w swoim przemówieniu przedstawił zespół jako przykład godnej postawy do naśladowania przez młodzież, która powinna troszczyć się o losy kraju oraz uczestniczyć w wyborach. (Tutaj można przeczytać oryginalną treść przemówienia)
W 2005 r. Anti-Flag podpisali dwupłytowy kontrakt z jedną z największych wytwórni płytowych, RCA. Ich własna wytwórnia nadal pozostała niezależna. Ich nowy album, For Blood and Empire, ukazał się 21 marca.
Wytwórnia RCA należy do koncernu Sony BMG, jednej z największych korporacji świata. Część fanów uważa ich decyzję za objaw hipokryzji w stosunku do ich antykapitalistycznych i promujących niezależną kulturę tekstów. Według samych członków zespołu, to najlepsza droga do tego, aby ich przesłanie było szeroko słyszane.

## Członkowie zespołu
- Justin Sane – gitara i wokal
- Chris #2 – gitara basowa i wokal
- Chris Head – gitara i wokal wspierający
- Pat Thetic – perkusja

### Wcześniejsi członkowie grupy
- 1988–1989: Lucy Fester – wokal
- 1993–1996: Andy Flag – gitara basowa i wokal
- 1998–1999: Jamie Cock – gitara basowa i wokal

## Dyskografia

### Albumy studyjne
- Die for the Government (1996) – New Red Archives
- Their System Doesn't Work for You (1998) – A-F Records
- A New Kind of Army (1999) – Go-Kart Records/A-F Records
- Underground Network (2001) – Fat Wreck Chords
- Mobilize (2002) – A-F Records
- The Terror State (2003) – Fat Wreck Chords
- For Blood and Empire (2006) – RCA
- A Benefit for Victims of Violent Crime(2007)
- The Bright Lights of America (2008)
- The People or the Gun (2009)
- The General Strike (2012)
- American Spring (2015)
- American Fall (2017)
- 20/20 Vision (2020)
- Lies They Tell Our Children (2023)

### Inne nagrania
- North America Sucks (1998) Nefer Records
- Live at the Fireside Bowl (2000) Liberation Records
- BYO Split Series, Vol. IV (2002) BYO Records

### Składanki z udziałem Anti-Flag
- Dropping Food On Their Heads is Not Enough: Benefit For RAWA (2002) Geykido Comet Records
- Rock Against Bush, Vol. 1 Fat Wreck Chords

### DVD
- Death of a Nation (2004)

### Teledyski
- Turncoat (2003) z albumu The Terror State
- Death of a Nation (2004) z albumu The Terror State
- Post-War Breakout (2004) z albumu The Terror State
- The Press Corpse (2006) z albumu For Blood and Empire
- One Trillion Dollars (2006) z albumu For Blood and Empire
- This Is The End (For You My Friend) (2006) z albumu For Blood and Empire
- The Bright Lights Of America (2008) z albumu The Bright Lights of America
- The Modern Rome Burning (2008) z albumu The Bright Lights of America
- When All The Lights Go Out (2009) z albumu The People Or The Gun